# Memphis Grizzlies 2004-2005
La stagione 2004-05 dei Memphis Grizzlies fu la 10ª nella NBA per la franchigia.
I Memphis Grizzlies arrivarono quarti nella Southwest Division della Western Conference con un record di 45-37. Nei play-off persero al primo turno con i Phoenix Suns (4-0).

## Roster
| N° | Naz.                   | Ruolo | Sportivo        | Anno | Alt. | Peso |
| -- | ---------------------- | ----- | --------------- | ---- | ---- | ---- |
| 1  | Stati Uniti (bandiera) | G     | Antonio Burks   | 1980 | 185  | 91   |
| 2  | Stati Uniti (bandiera) | G     | Jason Williams  | 1975 | 185  | 86   |
| 4  | Stati Uniti (bandiera) | A     | Stromile Swift  | 1979 | 206  | 102  |
| 6  | Stati Uniti (bandiera) | GA    | Bonzi Wells     | 1976 | 196  | 95   |
| 12 | Grecia (bandiera)      | C     | Jake Tsakalidīs | 1979 | 218  | 129  |
| 14 | Stati Uniti (bandiera) | A     | Andre Emmett    | 1982 | 196  | 104  |
| 16 | Spagna (bandiera)      | AC    | Pau Gasol       | 1980 | 213  | 103  |
| 25 | Stati Uniti (bandiera) | G     | Earl Watson     | 1979 | 185  | 88   |
| 30 | Stati Uniti (bandiera) | G     | Dahntay Jones   | 1980 | 198  | 95   |
| 31 | Stati Uniti (bandiera) | A     | Shane Battier   | 1978 | 203  | 100  |
| 33 | Stati Uniti (bandiera) | A     | Mike Miller     | 1980 | 203  | 99   |
| 35 | Stati Uniti (bandiera) | A     | Brian Cardinal  | 1977 | 203  | 111  |
| 40 | Stati Uniti (bandiera) | A     | Ryan Humphrey   | 1979 | 203  | 107  |
| 41 | Stati Uniti (bandiera) | GA    | James Posey     | 1977 | 203  | 98   |
| 42 | Stati Uniti (bandiera) | AC    | Lorenzen Wright | 1975 | 211  | 102  |

## Staff tecnico
- Allenatori: Hubie Brown (5-7) (fino al 25 novembre)[1], Lionel Hollins (0-4) (dal 25 novembre al 2 dicembre)[2], Mike Fratello (40-26)
- Vice-allenatori: J.J. Anderson, Tony Barone (fino al 2 dicembre), Brendan Brown, Lionel Hollins (fino al 25 novembre e dal 2 dicembre), Eric Musselman (dal 2 dicembre), Hal Wissel